# Upstairs at Eric's
Upstairs at Eric's es el álbum debut del dueto inglés Yazoo, formado por la cantante Alison Moyet y el tecladista Vince Clarke. Fue producido por el ingeniero Eric Radcliffe y el dúo con asistencia de Daniel Miller, y publicado en 1982 en formato de disco de vinilo; para 1983 se publicó en CD en Francia, y desde 1986 se encontró disponible en formato digital en todo el mundo. Este álbum alcanzó el segundo puesto en el ranking británico.
El álbum sería una pieza influyente para el género de música electrónica en aquella época por su conciliación con el rhythm and blues norteamericano. El título fue tomado de la experiencia del dueto viviendo con Eric Radcliffe durante su grabación.

## Listado de canciones
Edición europea en LP
| Lado A |                             |              |          |  |
| N.º    | Título                      | Escritor(es) | Duración |  |
| 1.     | «Don't Go»                  | Vince Clarke | 3:08     |  |
| 2.     | «Too Pieces»                | Vince Clarke | 3:14     |  |
| 3.     | «Bad Connection»            | Vince Clarke | 3:20     |  |
| 4.     | «I Before E Except After C» | Vince Clarke | 4:36     |  |
| 5.     | «Midnight»                  | Alison Moyet | 4:22     |  |
| 6.     | «In My Room»                | Vince Clarke | 3:52     |  |

| Lado B |                                   |              |          |  |
| N.º    | Título                            | Escritor(es) | Duración |  |
| 1.     | «Only You»                        | Vince Clarke | 3:14     |  |
| 2.     | «Goodbye 70's»                    | Alison Moyet | 2:35     |  |
| 3.     | «Tuesday»                         | Vince Clarke | 3:22     |  |
| 4.     | «Winter Kills»                    | Alison Moyet | 4:06     |  |
| 5.     | «Bring Your Love Down (Didn't I)» | Alison Moyet | 4:40     |  |

Edición americana en LP
Se cambió uno de los temas por el primer lado B del dueto.

| Lado A |                             |          |  |
| N.º    | Título                      | Duración |  |
| 1.     | «Don't Go»                  | 3:08     |  |
| 2.     | «Too Pieces»                | 3:14     |  |
| 3.     | «Bad Connection»            | 3:20     |  |
| 4.     | «I Before E Except After C» | 4:36     |  |
| 5.     | «Midnight»                  | 4:22     |  |
| 6.     | «In My Room»                | 3:52     |  |

| Lado B |                                                             |          |  |
| N.º    | Título                                                      | Duración |  |
| 1.     | «Only You»                                                  | 3:14     |  |
| 2.     | «Goodbye 70's»                                              | 2:35     |  |
| 3.     | «Situation (Clarke/Moyet)» (remezlca de François Kevorkian) | 5:45     |  |
| 4.     | «Winter Kills»                                              | 4:06     |  |
| 5.     | «Bring Your Love Down (Didn't I)»                           | 4:40     |  |

Edición europea en CD
| Upstairs at Eric's |                                                          |          |  |
| N.º                | Título                                                   | Duración |  |
| 1.                 | «Don't Go»                                               | 3:08     |  |
| 2.                 | «Too Pieces»                                             | 3:13     |  |
| 3.                 | «Bad Connection»                                         | 3:20     |  |
| 4.                 | «Midnight»                                               | 4:21     |  |
| 5.                 | «In My Room»                                             | 3:52     |  |
| 6.                 | «Only You»                                               | 3:14     |  |
| 7.                 | «Goodbye 70's»                                           | 2:34     |  |
| 8.                 | «Tuesday»                                                | 3:22     |  |
| 9.                 | «Winter Kills»                                           | 4:05     |  |
| 10.                | «Bring Your Love Down (Didn't I)»                        | 4:39     |  |
| 11.                | «The Other Side of Love (Clarke/Moyet)» (versión de 12”) | 5:21     |  |
| 12.                | «Situation» (remezcla de François Kevorkian)             | 5:45     |  |

Edición americana en CD
| Upstairs at Eric's |                                              |          |  |
| N.º                | Título                                       | Duración |  |
| 1.                 | «Don't Go»                                   | 3:05     |  |
| 2.                 | «Too Pieces»                                 | 3:12     |  |
| 3.                 | «Bad Connection»                             | 3:16     |  |
| 4.                 | «I Before E Except After C»                  | 4:39     |  |
| 5.                 | «Midnight»                                   | 4:21     |  |
| 6.                 | «In My Room»                                 | 3:52     |  |
| 7.                 | «Only You»                                   | 3:14     |  |
| 8.                 | «Goodbye 70's»                               | 2:34     |  |
| 9.                 | «Situation» (remezcla de François Kevorkian) | 5:45     |  |
| 10.                | «Winter Kills»                               | 4:01     |  |
| 11.                | «Bring Your Love Down (Didn't I)»            | 4:41     |  |

Edición alemana en CD de 1990
| Upstairs at Eric's |                                              |          |  |
| N.º                | Título                                       | Duración |  |
| 1.                 | «Don't Go»                                   | 3:05     |  |
| 2.                 | «Too Pieces»                                 | 3:12     |  |
| 3.                 | «Bad Connection»                             | 3:16     |  |
| 4.                 | «I Before E Except After C»                  | 4:39     |  |
| 5.                 | «Midnight»                                   | 4:21     |  |
| 6.                 | «In My Room»                                 | 3:52     |  |
| 7.                 | «Only You»                                   | 3:14     |  |
| 8.                 | «Goodbye 70's»                               | 2:34     |  |
| 9.                 | «Tuesday»                                    | 3:18     |  |
| 10.                | «Winter Kills»                               | 4:02     |  |
| 11.                | «Bring Your Love Down (Didn't I)»            | 4:40     |  |
| 12.                | «Situation» (remezcla de François Kevorkian) | 5:45     |  |
| 13.                | «The Other Side of Love» (versión de 12”)    | 5:19     |  |

## Créditos
- voz principal y coros, piano: Alison Moyet
- Sintetizadores, programación y caja de ritmos: Vince Clarke
- coros en I Before E Except After C: la madre de Eric Radcliffe
- coros en In My Room: D.Davis

## Dato adicional
El título de la canción I Before E Except After C refiere a un ejercicio nemotécnico de ortografía.